# (6661) Ikemura
(6661) Ikemura (1993 BO) – planetoida z pasa głównego asteroid okrążająca Słońce w ciągu 3,66 lat w średniej odległości 2,38 j.a. Odkryta 17 stycznia 1993 roku.